# ルキウス・ポルキウス・カト
ルキウス・ポルキウス・カト（ラテン語: Lucius Porcius Cato、- 紀元前89年）は紀元前2世紀後期・紀元前1世紀初期の共和政ローマの政治家・軍人。紀元前89年に執政官（コンスル）を務めた。

## 出自
カトはプレブス（平民）であるポルキウス氏族の出身である。ポルキウス氏族はラティウムの都市であるトゥスクルムの出身と考えられている。プルタルコスは、ポルキウスのノーメン（第二名、氏族名）とラテン語のporcus（豚）を結びつけている。このため、氏族の先祖は養豚に従事していたと考えられる。紀元前3世紀になって、ポルキウス氏族から高位官職者が出るようになった。カト家で最初に執政官に就任したのは、マルクス・ポルキウス・カト・ケンソリウス（大カト）で、紀元前195年のことであった。
大カトは高齢になってから、自身の書記を務めていた解放奴隷の娘であるサロニアと結婚した。この結婚で生まれたのがマルクス・ポルキウス・カト・サロニアヌスで、プラエトル（法務官）までは出世したが執政官にはなれなかった。このサロニアヌスが本記事のカトの父である。カトには兄マルクスがおり、マルクス・リウィウス・ドルススの娘との間に生まれたのがマルクス・ポルキウス・カト・ウティケンシス（小カト）である。大カトの最初の妻リキニアの孫にあたるマルクス（紀元前118年執政官）とガイウス（紀元前114年執政官）の兄弟は、又従兄弟である。

## 経歴
カトが最初に記録に登場するのは紀元前100年末のことである。この頃ローマ内部の政治対立は際立っており、元老院とエクィテス（騎士階級）は団結して、ポプラレス（民衆派）の護民官ルキウス・アップレイウス・サトゥルニヌスに対抗していた。結果、サトゥルニヌスは反乱を起こし、12月10日に殺害される。オロシウスによれば、護民官カトおよびポンペイウスが、サトゥルニヌスによってローマから追放されていたクィントゥス・カエキリウス・メテッルス・ヌミディクスの追放を解除する法案を提出した。オロシウスはこの二人のプラエノーメン（第一名、個人名）を挙げていないが、現代の研究者はポンペイウスの方はクィントゥス・ポンペイウス・ルフスに間違いないと考えている。一方でカトに関しては意見が分かれている。R. ブロートンは兄マルクスと推定しており、F. ミュンツァーは本記事のルキウスと考えている。二人の護民官の提案は、多くの元老院議員から支持を受けたが、もう一人の護民官プブリウス・フリウスが強硬に反対したために実現しなかった。プルタルコスもオロシウスも、フリウスの背後には、反カエキリウス・メテッルス家のガイウス・マリウス（大マリウス）がいたとしている。
カトは紀元前89年に執政官に就任するが、ウィッリウス法の規定から逆算して、遅くとも紀元前92年には法務官に就任したはずである。いくつかの資料では、紀元前90年の出来事に関連してカトを法務官としているが、現代の研究者はこれを前法務官の誤記と考えている。
紀元前91年末、ローマの同盟都市がローマに対して反乱を起こした（同盟市戦争）。紀元前90年、カトは（おそらく前法務官として）、エトルリアの反乱軍と戦っていた。オロシウスによると、カトは「多くの血と膨大な努力と引き換えに」、この地を平定した。翌紀元前89年、カトはグナエウス・ポンペイウス・ストラボと共に執政官に就任する。カトはイタリア南部の戦闘を担当することとなった。しかし、フキネ湖の戦いでマルシ軍に敗れて戦死した。ただオロシウスは、戦死ではなく小マリウスに殺害されたとしている。

執政官ポルキウス・カトは大マリウスの軍を自分の指揮下に入れて多くの戦いで勝利したが、自分自身を誇示し始めた。大マリウスはそれ以上何もしなかったが、フキネ湖でマルシ軍と戦った際、混乱の中でまるで無名の人物であるかのように小マリウスに殺害された。
オロシウス『異教徒に反論する歴史』、V, 18, 24.

現代の歴史学者は、オロシウスが偏向した資料 - マリウスの宿敵であるルキウス・コルネリウス・スッラの回想録 - を参照した架空の話と考えている。

## 参考資料

### 古代の資料
- ティトゥス・リウィウス『ローマ建国史』
- オロシウス『異教徒に反論する歴史』
- プルタルコス『対比列伝』

### 研究書
- Broughton R. Magistrates of the Roman Republic. - N. Y. , 1952. - Vol. II. - 558 p.
- Münzer F. Marius 15 // Paulys Realencyclopädie der classischen Altertumswissenschaft . - 1930. - Bd. XIV, 2. - Kol. 1811-1815.
- Münzer F. Porcius // Paulys Realencyclopädie der classischen Altertumswissenschaft . - 1953. - Bd. XXII, 1. - Kol. 102-103.
- Münzer F. Porcius 7 // Paulys Realencyclopädie der classischen Altertumswissenschaft . - 1953. - Bd. XXII, 1. - Kol. 107.